# Les Sims 4 : Destination Nature
Les Sims 4 : Destination Nature (The Sims 4: Outdoor Retreat) est la première extension pour Les Sims 4 ainsi que la première extension d'un nouveau type appelé pack de jeu. Les joueurs la découvrent le 16 décembre 2014 avec les fichiers d'une mise à jour effectuée à cette date (mise à jour 1.3.18.1010). Elle a ensuite été annoncée officiellement le 19 décembre 2014. Les Sims 4 : Destination Nature est disponible depuis le 13 janvier 2015, uniquement en version numérique. Il inclut une nouvelle destination, de nouveau objets et de nouvelles interactions entre les Sims. Ce pack de jeu reprend le thème des vacances déjà présent dans Les Sims 3 : Destination Aventure, Les Sims 2 : Bon Voyage et Les Sims : En vacances.

## Description
Dans ce nouvel opus, les Sims ont la possibilité d'explorer la nature et de découvrir une nouvelle destination : Granite Falls, où ils peuvent faire du camping. Ils peuvent ainsi dormir dans des tentes, allumer un feu de camp ou explorer la forêt. De nouvelles activités sont disponibles comme le lancer de fer à cheval ou encore l'observation du ciel la nuit. Une fois correctement équipé, les SIms peuvent partir en randonnée pour aller chercher de nouvelles plantes et ainsi développer leur compétence d'herboristerie.

## Nouveautés
- De nouvelles activités : feu de camp , lancer de fer à cheval, observation du ciel la nuit[1].
- Une nouvelle compétence : herboristerie, permettant de créer potions[1].
- Un nouveau trait : délicat
- De nouvelles plantes, insectes et recettes à collectionner[1].
- Un nouveau monde : Granite Falls. Il s'agit d'une destination de voyage composé de 2 quartiers[2]. Les Sims arrivent dans le quartier du camping où ils peuvent installer une tente ou louer une cabane. Le second quartier est un parc national, où ils peuvent faire de la randonnée et aller développer leur compétence d'herboristerie[3].